# LDR10
Американская певица Лана Дель Рей готовится выпустить свой десятый студийный альбом на лейблах Interscope Records и Polydor Records. Изначально он носил название Lasso, затем — The Right Person Will Stay. Жанр альбома можно характеризовать как кантри. Лид-сингл «Henry, Come On» вышел 11 апреля 2025 года, второй сингл «Bluebird» вышел 18 апреля 2025 года.

## Предыстория
После выхода девятого альбома, Лана Дель Рей заявила, что работает над концепцией нового альбома, которая будет пропитана «американским духом».
8 августа 2023 года Дель Рей выступила с кавер-версией кантри-песни Тэмми Уайнетт «Stand By Your Man» во время своего шоу в городе Роджерс, штат Арканзас (США). В 2021 году исполнительница уже ссылалась на Уайнетт в своей песне, записанной совместно с Никки Лейн, «Breaking Up Slowly» с альбома «Chemtrails Over the Country Club», в ней есть строчки, которые поет Лейн: «Я не хочу провести всю свою жизнь в сожалениях. / Я не хочу закончить, как Тэмми Уайнетт» (англ. «I don’t wanna live with a life of regret / I don’t wanna end up like Tammy Wynette»).
20 сентября 2023 года появилась информация, что Дель Рей посетила звукозаписывающую студию Muscle Shoals Sound в городе Шеффилд, штат Алабама (США). Muscle Shoals известна тем, что на ней записывали свои альбомы The Rolling Stones, Staples Singers, Арета Франклин, Дуэйн Оллман, Джордж Майкл и другие. Менеджер студии Ана Меган Хайд заявила, что для записи с Дель Рей был приглашен клавишник Уилл Эллисон, а записывали музыкальную сессию Чейз Брэндон и Колин Лотт.
29 ноября 2023 года Лана, во время специального рождественского шоу, организованного NBC, исполнила песню «Unchained Melody». Изначально композиция была написана Алексом Нортом и Хаей Зарета в 1955 для фильма «Освобожденный» режиссёра Холл Бартлетт, но была переработана в 1977 году Элвисом Пресли. Дель Рей исполнила именно версию Пресли. 26 апреля 2024 года американский певец Пол Котен пригласил Лану исполнить эту песню дуэтом во время своего концерта в городе Индио, штат Калифорния (США).
1 декабря 2023 года Лана Дель Рей выпустила кавер-версию песни «Take Me Home, Country Roads», которая была написана в 1971 году Биллом Дэнофф, Тэффи Ниверт и Джоном Денвером. Версия Дель Рей была спродюсированна Закари Доуэсом. Американская рок-певица Кортни Лав в апреле 2024 года дала интервью порталу The Standart, в котором высказалась о кавер-версии Ланы: «Мне не нравится Лана с тех пор, как она сделала кавер на песню Джона Денвера, и я думаю, ей действительно стоит взять перерыв на семь лет. Вплоть до „Take Me Home Country Roads“ я думала, что она великолепна». В том же интервью Лав заявила, что когда она записывала свой альбом, ей пришлось «на время перестать слушать» Дель Рей, поскольку та «оказывала слишком большее влияние» на неё.
28 января 2024 года певица объявила, что работает над новыми песнями с Джеком Антонофф и Люком Лэрдом, который известен как автор кантри-хитов
23 мая Лана Дель Рей стала лауреатом премии Айвора Новелло, певица одержала победу в номинации «Специальная международная премия». После вручения награды певица дала интервью NME, где сказала, что не знает, в каком направлении будет продвигаться работа над альбомом «Lasso»:
Когда я вручила награду Джеку Антоноф, как лучшему продюсеру года, я сказала: «Добро пожаловать, Нэшвилл, в Голливуд и, Голливуд, добро пожаловать в Нэшвилл, потому что музыкальный бизнес уходит в кантри» — наступила тишина, 5000 человек в зале и тишина, а на следующей неделе три крупных артиста объявили о своих кантри-альбомах. Так что, когда выйдет «Lasso» — я понятия не имею.Лана Дель Рей, NME, Youtube.
 В том же интервью Дель Рей сказала, что её новый альбом будет «менее откровенным, чем „Did You Know That There’s a Tunnel Under Ocean Blvd“, „Blue Banisters“ и „Chemtrails Over the Country Club“» и будет похож по стилю на американский песенник.
3 июля Лана Дель Рей выпустила совместную песню с рэпером Quavo — «Tough». Вместе с композицией вышло музыкальное видео, срежиссированное Уайеттом Спейном Уинфри. Billboard отнесли песню к жанрам кантри, трэп и альтернативный поп, а также сказали, что композиция имеет «мечтательный припев». По данным новостного интернет-портала USA Today, песня должна войти в альбом Дель Рей «Lasso».
12 июля Национальная ассоциация музыкальных издателей (NMPA) вручили Дель Рей награду «NMPA Songwriter Icon» за «совершенно оригинальную эстетику, которой подражало целое поколение». Во время своей торжественной речи певица отдала дань уважения своему продюсеру Джеку Антонофф, с которым она сотрудничала на последних альбомах и анонсировала альбом «Lasso».
Интернет-портал Metacritic также опубликовал список ожидаемых будущих релизов, среди которых был упомянут альбом Дель Рей «Lasso», агрегатор отметил, что представленные в списке альбомы, включая «Lasso», не имеют точной даты выхода, но «находятся на разных стадиях разработки».
23 августа 2024 Дель Рей поделилась с журналом Vogue концепцией альбома: «Этот альбом будет немного легче в смысле лирики, в отличие от предыдущих работ и больше направлен на классическое кантри, американского или южного готического стиля, который, опять же, и так присутствует во многих моих песнях».
25 ноября 2024 года, в тот же день, когда она объявила о своём грядущем туре по стадионам Великобритании и Ирландии, Дель Рей также сообщила, что её альбом под названием The Right Person Will Stay выйдет 21 мая 2025 года, а песня «Henry, Come On» будет выпущена заранее. 11 апреля эта песня была выпущена в качестве лид-сингла с альбома. Позже в тот же день в новой публикации в Instagram певица рассказала, что альбом получил новое название и не выйдет в мае.